# 校式二型試作戦闘機
陸軍 校式二型試作戦闘機
- 用途：戦闘機
- 設計者：松井命、伊藤周次郎、渋谷繁雄、岩本周平[1]
- 製造者：所沢陸軍航空学校
- 運用者：大日本帝国陸軍
- 初飛行：1922年
- 生産数：2機
- 運用状況：退役

校式二型試作戦闘機（こうしきにがたしさくせんとうき）は、日本陸軍の所沢陸軍航空学校で1920年代初めに試作された戦闘機。2機が製作され、1922年（大正11年）と1923年（大正12年）に初飛行したが、操縦性に問題があり開発は中止された。

## 概要
1909年（明治42年）7月30日に設立された臨時軍用気球研究会は、陸軍と海軍と飛行研究家の共同の組織として発足し、気球、飛行船、飛行機の開発を行ない、所沢を拠点に会式一号機から制式二号飛行機までの飛行機の製作も行った。数年して海軍が独自の組織で研究を開始し、1916年（大正5年）には海軍は事実上研究会を退会した。1919年（大正8年）4月、臨時軍用気球研究会は解散され、新たに所沢陸軍航空学校（1924年（大正13年）に所沢陸軍飛行学校と改名）が設立され、飛行機の操縦者の養成と航空に関する研究も行うことになった。
国産戦闘機の開発は1920年（大正9年）から、校式二型試作戦闘機として進められた。フランスから輸入されたスパッドS.XIIIを参考にした木製・羽風張り構造でI形翼間支柱で、水平尾翼は全動式であった。エンジン260馬力のサルムソン水冷エンジンが搭載された。スパッドS.XIIIより一回り大きい機体となった。
試作1号機は1922年（大正11年）に初飛行した。性能は良好で速度は128 km/hに達した。通常の操縦性は良好であったが、低速時の水平安定性に問題があった。4度目の試験飛行で、着陸時にオーバーラン事故を起こし機体は破損した。2号機は1923年に完成したが、低速時の安定性の問題は解決できず開発は中止された。

## 性能諸元
- 乗員：1名
- 全幅：10.00 m
- 全長：6.60 m
- 全高：2.40 m
- 翼面積：20.0 m2
- 自重：650 kg
- 全備重量：950 kg
- 発動機：サルムソン 9Z 水冷星型9気筒ガソリン 260馬力 × 1
- 最大速度：206 km/h
- 航続時間：2時間
- 実用上昇限度：9,200 m
- 武装：7.7 mm機銃 × 2